# Ф
La Ф, minuscolo ф, chiamata ef, è una lettera dell'alfabeto cirillico. Rappresenta la consonante fricativa labiodentale sorda IPA /f/.
| Lettera cirillica | Pronuncia IPA | Trascrizione scientifica | Trascrizione inglese | Trascrizione tedesca | Trascrizione francese |
| ----------------- | ------------- | ------------------------ | -------------------- | -------------------- | --------------------- |
| Ф                 | /f/           | f                        | f                    | f                    | f                     |

Deriva direttamente dalla lettera greca phi (Φ, φ). Inoltre, ha rimpiazzato la lettera cirillica fita (Ѳ) nella versione russa dell'alfabeto cirillico dal 1918. Diversamente dalla fi, comunque, di norma viene traslitterata come f, e non come ph.